# Anh Khoa
Anh Khoa (sinh ngày 20 tháng 05 năm 1948) là một ca sĩ người Việt nổi tiếng trước năm 1975 tại miền Nam Việt Nam. Ông là một trong những ca sĩ nổi tiếng của Việt Nam trước năm 1975 cho đến ngày nay với dòng nhạc trữ tình, quê hương.

## Tiểu sử
Năm 12 tuổi Anh Khoa đã được đề cử tham dự cuộc thi văn nghệ ấp Chiến Lược toàn quốc tổ chức tại rạp Quốc Thanh và đã chiếm giải với nhạc phẩm "Nếu Một Mai Anh Biệt Binh Kỳ".
Năm 1969, giọng hát của ông được Jo Marcel (lúc đó đang hoạt động tại vũ trường Ritz) để ý và mời cộng tác và cũng chính Jo là người đã hết lòng dìu dắt và nâng đỡ ông trên con đường ca nhạc. Tiếng hát Anh Khoa từ đó vụt sáng chói để trở thành một trong những ca nam "ăn khách" nhất thời bấy giờ qua những chương trình ca nhạc và những băng nhạc và nhiều chương trình truyền hình. Khó ai quên được những "Bài Không Tên" của Vũ Thành An được trình bày qua tiếng hát buồn não nuột của ông.
Ông là một ca sĩ Việt Nam duy nhất lạc lõng tại một quốc gia Đông Âu, Hungary. Lý do về sự có mặt của ông tại đó đã được báo chí nhắc nhở tới vào năm 1989 khi ông thành hôn cùng một thiếu nữ Hung Gia Lợi tên Karsai Irina, con gái của một nhân vật cao cấp trong giới ngoại giao, sau một thời gian gặp gỡ tại Sài Gòn.
Tháng 9 & 10/94 ông có dịp sang Mỹ gặp gỡ bạn bè trong giới nghệ sĩ và những khán giả từ lâu không có dịp thấy ông trình diễn. Một "Đêm Anh Khoa và Tình Nghệ sĩ" đã được tổ chức tại vũ trường Diamond (Orange County). Ông cho biết số tiền ông có được đêm hôm đó do tiền bán vé và do anh chị em nghệ sĩ tặng ông sẽ gửi về VN để mua 1 căn nhà cho mấy người em. Đó là một điều mơ ước từ lâu của ông mà chưa có dịp thực hiện.
Kỷ niệm đáng ghi nhớ nhất trong cuộc đời nghệ sĩ của ông là thời gian cộng tác với những chương trình ca nhạc của Jo Marcel và những chương trình "Hippies à GoGo" của Trường Kỳ tại vũ trường Ritz. Ông đã nhiều lần xuất hiện trên băng nhạc Paris By Night trước đây nhưng gần đây ông đã vắng bóng. Chắc chắn rằng không ai có thể quên người nam ca sĩ đã 1 thời vang bóng này.

## Sự nghiệp

### Trình diễn trên sân khấu

#### Trung tâm Thúy Nga
| STT | Tiết mục                                                                      | Thể hiện với | Chương trình       | Năm  |
| --- | ----------------------------------------------------------------------------- | --- | ------------------ | ---- |
| 1   | Em Đến Thăm Anh Đêm 30 (Vũ Thành An)                                          | solo | Paris By Night 15  | 1991 |
| 2   | Phút Cuối (Lam Phương)                                                        | solo | Paris By Night 16  | 1992 |
| 3   | LK Ai Buồn Hơn Ai                                                             | Thiên Trang | Paris By Night 17  | 1992 |
| 4   | Ngày Tân Hôn (Lời Việt: Phạm Duy)                                             | Dalena | Paris By Night 17  | 1992 |
| 5   | LK Tiền Chiến                                                                 | Lệ Quyên | Paris By Night 18  | 1992 |
| 6   | Mùa Thu Chết (Phạm Duy)                                                       | solo | Paris By Night 19  | 1993 |
| 7   | Kể Chuyện Trong Đêm (Hoàng Trang)                                             | Phương Hồng Quế | Paris By Night 20  | 1993 |
| 8   | LK Hát Cho Ngày Hôm Qua                                                       | Elvis Phương, Tuấn Ngọc, Duy Quang | Paris By Night 20  | 1993 |
| 9   | Chiều Nay Không Có Em (Ngô Thụy Miên)                                         | solo | Paris By Night 21  | 1993 |
| 10  | LK Tình Anh Lính Chiến & Chiều Hành Quân (Lam Phương)                         | solo | Paris By Night 22  | 1993 |
| 11  | Anh Về Với Em (Trần Thiện Thanh)                                              | Phương Hồng Quế | Paris By Night 26  | 1994 |
| 12  | Giã Từ Đêm Mưa (Văn Phụng)                                                    | Chí Tài, Chí Thiện, Nhất Lý | Paris By Night 27  | 1994 |
| 13  | Vó Câu Muôn Dặm (Văn Phụng)                                                   | Duy Quang, Nguyễn Hưng, Ngọc Trọng, Chí Tài, Chí Thiện, Nhất Lý | Paris By Night 27  | 1994 |
| 14  | LK Những Gì Cho Em & Chờ (Lam Phương)                                         | Duy Quang | Paris By Night 28  | 1994 |
| 15  | Giọng Ca Dĩ Vãng (Bảo Thu)                                                    | Dalena | Paris By Night 29  | 1994 |
| 16  | Anh Trước Tôi Sau (Nguyễn Văn Đông)                                           | solo | Paris By Night 125 | 2018 |
| 17  | Khúc Tình Ca Hàng Hàng Lớp Lớp (Nguyễn Văn Đông)                              | Hoàng Oanh, Mai Thiên Vân, Thanh Tuyền, Nguyễn Hồng Nhung, Minh Tuyết, Ngọc Anh, Anh Dũng, Hương Thủy, Don Hồ, Hạ Vy, Trần Thái Hòa, Ý Lan, Vũ Khanh, Lam Anh, Thiên Tôn, Đình Bảo, Giao Linh, Châu Ngọc Hà, Khải Đăng, Hà Thanh Xuân | Paris By Night 125 | 2018 |
| 18  | Hai Vì Sao Lạc (Anh Việt Thu)                                                 | Thanh Tuyền | Paris By Night 126 | 2018 |
| 19  | LK Chờ Em Trong Chiều Nay (Mặc Thế Nhân), Bài Cuối Cho Người Tình (Nguyễn Vũ) | Họa Mi | Paris By Night 128 | 2019 |

#### Liveshow
| STT | Tiết mục                                                       | Tiết mục                                                                                | Chương trình                             | Năm  |
| --- | -------------------------------------------------------------- | --------------------------------------------------------------------------------------- | ---------------------------------------- | ---- |
| 1   | Phượng Yêu (Phạm Duy)                                          | Solo                                                                                    | Liveshow Thanh Tuyền Một Đời Cho Âm Nhạc | 2020 |
| 2   | LK Chiều Mưa Biên Giới & Hải Ngoại Thương Ca (Nguyễn Văn Đông) | Thanh Tuyền, Chế Linh, Phương Hồng Quế, Sơn Tuyền, Ngọc Huyền, Như Quỳnh, Mai Thiên Vân | Liveshow Thanh Tuyền Một Đời Cho Âm Nhạc | 2020 |

#### Trung tâm Asia
| STT | Tiết mục                                                                     | Thể hiện với             | Chương trình | Năm  |
| --- | ---------------------------------------------------------------------------- | ------------------------ | ------------ | ---- |
| 1   | Gọi Giấc Mơ Xưa (Lê Hoàng Long)                                              | Gia Huy                  | Asia 48      | 2005 |
| 2   | Ai Về Sông Tương (Thông Đạt)                                                 | solo                     | Asia 49      | 2005 |
| 3   | Lâu đài Tình ái (Trần Thiện Thanh)                                           | Dalena                   | Asia 50      | 2006 |
| 4   | LK Đà Lạt Hoàng Hôn (Minh Kỳ, Dạ Cầm), Thương Về Miền Đất Lạnh (Minh Kỳ)     | Thanh Tuyền              | Asia 52      | 2006 |
| 4   | Xóm Đêm (Phạm Đình Chương)                                                   | Tường Nguyên, Tường Khuê | Asia 53      | 2006 |
| 5   | LK Mộng Sầu, Hối Tiếc (Trầm Tử Thiêng)                                       | Thanh Lan                | Asia 54      | 2007 |
| 6   | Dư Âm (Nguyễn Văn Tý)                                                        | Dalena                   | Asia 55      | 2007 |
| 7   | Dấu Đạn Thù Trên Tường Vôi Trắng (Trần Thiện Thanh)                          | Y Phương                 | Asia 61      | 2009 |
| 8   | Ngày Hạnh Phúc (Lam Phương)                                                  | Phương Hồng Quế          | Asia 63      | 2009 |
| 9   | LK Người Di Tản Buồn, Saigon Ơi Vĩnh Biệt (Nam Lộc)                          | Y Phương                 | Asia 65      | 2010 |
| 10  | LK Nghẹn Ngào (Lam Phương), Anh Biết Em Đi Chẳng Trở Về (Anh Bằng, Thái Can) | Thanh Lan                | Asia 77      | 2015 |
| 11  | Hoa Bướm Người Xưa (Nguyễn Hiền)                                             | Phương Hồng Quế          | Asia 81      | 2018 |